# 小野田村 (福島県)
小野田村（おのだむら）は福島県西白河郡にかつて存在した村である。

## 地理
現在の白河市の東部、旧東村の西部に位置する。
村域は八溝山地に位置し、山がちな地形になっている。
村は阿武隈川の南岸に位置する。

## 歴史
村名は小貫村の小、下野出島村・上野出島村の野、大田輪村の輪を組み合わせて小野田村となった。

### 村域の変遷
- 1889年（明治22年）4月1日 - 町村制施行により、小貫村・太田輪村・上野出島村・下野出島村が合併し西白河郡小野田村が発足。
- 1955年（昭和30年）
  - 3月1日 - 釜子村と合併し東村が発足。同日小野田村廃止。
  - 8月20日 - 旧村域の一部（小貫・太田輪）が石川郡浅川町に編入。

変遷表
| 1868年 以前 | 1868年 以前 | 明治9年    | 明治22年 4月1日 | 昭和30年 | 昭和30年      | 平成17年 11月7日 | 現在   |
| 1868年 以前 | 1868年 以前 | 明治9年    | 明治22年 4月1日 | 3月1日   | 8月20日       | 平成17年 11月7日 | 現在   |
| ----------- | ----------- | ---------- | --------------- | -------- | ------------- | ---------------- | ------ |
|             | 小貫村      | 小貫村     | 小野田村        | 東村     | 浅川町 に編入 | 浅川町           | 浅川町 |
|             | 太田輪村    |            | 小野田村        | 東村     | 浅川町 に編入 | 浅川町           | 浅川町 |
|             | 下野出島村  | 下野出島村 | 小野田村        | 東村     | 東村          | 白河市           | 白河市 |
|             | 上野出島村  | 上野出島村 | 小野田村        | 東村     | 東村          | 白河市           | 白河市 |
|             | 大竹村      | 上野出島村 | 小野田村        | 東村     | 東村          | 白河市           | 白河市 |

## 大字
- 小貫（おぬき）
- 太田輪（おおたわ）
- 上野出島（かみのでじま）
- 下野出島（しものでじま）

## 人口・世帯

### 人口
総数 [単位： 人]
| 1891年（明治24年） | 1,869 |
| 1920年（大正 9年） | 2,270 |
| 1947年（昭和22年） | 3,499 |

### 世帯
総数 [単位： 世帯]
| 1920年（大正 9年） | 458 |
| 1947年（昭和22年） | 458 |